# Az HMHS Llandovery Castle elsüllyesztése
Az HMHS Llandovery Castle kanadai kórházhajót egy német tengeralattjáró süllyesztette el az első világháborúban. Az akció azért vált hírhedtté, mert a hajó megtorpedózása után az U–86-os a felszínre emelkedett, és legénysége a kórházhajó számos túlélőjét agyonlőtte.

## A támadás
A Llandovery Castle-t 1918. június 27-én, este fél tízkor torpedózta meg az U-86-os búvárhajó, miközben a kórházhajó a kanadai Halifaxből Angliába tartott. A 11 423 tonnás hajó 116 mérföldre nyugatra haladt a Fastnet-sziklától, Írország legdélibb pontjától, amikor a búvárhajó megtámadta.
A hajó rendeltetése messziről látható volt, hiszen nagy vörös keresztet festettek rá, nem volt felfegyverezve és teljesen kivilágítva haladt. A robbanásban megsérült a rádiókészülék is, így a hajó nem tudott vészjeleket adni. A fedélzeten 258-an tartózkodtak: a hajó tisztjei és a legénység, a kanadai egészségügyi alakulat tagjai és tizennégy nővér.
A hágai konvenció értelmében a hadihajóknak joguk volt a szemben álló fél kórházhajóját feltartóztatni és átkutatni, de elsüllyeszteni nem. Az U-86 minden előzetes figyelmeztetés nélkül megtorpedózta a Llandovery Castle-t, amely tíz percen belül elsüllyedt. A legénységnek mindazonáltal sikerült több mentőcsónakot leeresztenie, majd elkezdték összeszedni a tengerben úszókat.

## A mészárlás
A felszínre emelkedő búvárhajó tisztjei kikérdezték az egyik mentőcsónak túlélőit, hogy bizonyítékot szerezzenek: a hajó valójában lőszert szállított-e. Miután ez nem sikerült, Helmut Patzig kapitány az U-86 belsejébe küldte a legénységet. Rajta kívül Ludwig Dithmar első- és John Boldt másodtiszt, valamint a fedélzetmester segédje, Meissner maradt a fedélzeten.
Az U-86 ezután teljes gőzzel a mentőcsónakok közé vágott, hogy eltiporja azokat, majd a fedélzeti fegyverekből tüzet nyitottak a Llandovery Castle túlélőire, hogy eltüntessék a nyomokat. Patzig titoktartásra kötelezte a legénységet és a hajónaplót is meghamisította, hogy ne lehessen az U-86-ot összefüggésbe hozni a Llandovery Castle tragédiájával.
A mentőcsónakok közül egy azonban "túlélte" a mészárlást. Június 29-én, 36 órával a támadás után a Lysander nevű romboló felvette a 24 hajótöröttet. A katasztrófát a Llandovery Castle legénységének 16 tagja és nyolc kanadai egészségügyi katona élte túl.

## A per
A világháború után Nagy-Britannia eljárást kezdeményezett a tengeralattjáró tisztjeivel szemben. Helmut Patzig megszökött, így ő soha nem állt a német bíróság elé Lipcsében. Ludwig Dithmart és John Boldtot négy év kényszermunkára ítélték, de négy hónap múlva ők is megszöktek a börtönből.

## Kapcsolódó szócikk
- Peleus-incidens